# Stegastes rectifraenum
Stegastes rectifraenum, thường được gọi là cá thia Cortez, là một loài cá biển thuộc chi Stegastes trong họ Cá thia. Loài này được mô tả lần đầu tiên vào năm 1862.

## Phân bố và môi trường sống
S. rectifraenum là loài đặc hữu ở phía đông Thái Bình Dương, và được tìm thấy từ phía bắc bang Baja California và toàn bộ vịnh California trải dài về phía nam đến Acapulco thuộc quốc gia Mexico, bao gồm quần đảo Revillagigedo (nhưng hiếm). Loài này đôi khi bị nhầm lẫn với Stegastes flavilatus và Stegastes acapulcoensis, 2 loài họ hàng sống ở phía nam Mexico và vịnh California. S. rectifraenum thường sống xung quanh những rạn san hô ở độ sâu khoảng 12 m trở lại.

## Mô tả
S. rectifraenum trưởng thành dài khoảng 13,5 cm. S. rectifraenum trưởng thành có thân màu nâu sẫm; đầu có màu sáng hơn. Vảy lớn có viền đen, tạo thành các sọc dọc trên cơ thể. Các vây tiệp màu với thân, ngoại trừ vây ngực có màu vàng nhạt. Cá con có màu xanh thẫm với lớp vảy có viền đen; nhiều chấm màu xanh sáng. Đỉnh đầu và gáy có 2 dải sọc xanh sáng. Cá con có một đốm đen viền xanh lớn ở gốc vây lưng và nhỏ hơn ở cuống đuôi.
Số ngạnh ở vây lưng: 12; Số vây tia mềm ở vây lưng: 15 - 16; Số ngạnh ở vây hậu môn: 2; Số vây tia mềm ở vây hậu môn: 12 - 14; Số vây tia mềm ở vây ngực: 19 - 21.
Thức ăn của S. rectifraenum là rong tảo và các loại động vật không xương sống (giun, giáp xác,...). S. rectifraenum sinh sản theo cặp, trứng được bảo vệ bởi cá đực. S. rectifraenum có tính lãnh thổ cao.